# Frații corsicani (film din 1961)
Frații corsicani (titlul original: în italiană I fratelli corsi) este un film de aventuri coproducție franco-italiană, realizat în 1961 de regizorul Anton Giulio Majano, după romanul omonim a scriitorului Alexandre Dumas (1845), protagoniști fiind actorii Geoffrey Horne, Valérie Lagrange, Gérard Barray și Amedeo Nazzari. 

## Conținut
Corsica în anul 1822. Gemenii Franchi, în timpul botezului lor, au fost separați la momentul uciderii familiei de dușmanii lor, Sagona. În timp ce un frate ia drumul răzbunării, celălalt, neștiind tragedia familiei, a devenit medic și s-a împrietenit cu un descendent al familiei Sagona. Dar legăturile de sânge și dragostea lor pentru aceeași femeie le vor reuni drumurile...

## Distribuție
- Geoffrey Horne – Paolo Franchi / Leone Franchi
- Valérie Lagrange – Edith
- Gérard Barray – Giovanni Sagona
- Mario Feliciani – doctorul Dupont
- Emma Danieli – Gabrielle De Roux
- Jean Servais – Gerolamo Sagona
- Amedeo Nazzari – Orlandi
- Nerio Bernardi – profesorul Perrier
- Alberto Farnese – Gaspare
- Raoul Grassilli – Raul Sagona
- Franco Graziosi – Domenico
- Germano Longo – Claudio Franchi
- Sandro Moretti – Claudio
- Paola Patrizi – Mariella
- Aldo Pini – Morny
- Laura Solari – Luisa Dupont
- Nando Tamberlani – contele Franchi
- Luigi Vannucchi – Luigi Sagona
- Lucilla Morlacchi –